# Zastava M59/66
Zastava M59/66 PAP, também conhecido como papovka, é uma versão licenciada pela Iugoslávia do fuzil semiautomático soviético SKS. O apelido "papovka" é derivado de PAP, a abreviação de poluautomatska puška, "fuzil semiautomático" em sérvio.

## História
A indústria de defesa da Iugoslávia começou a planejar o desenvolvimento e a produção de um novo projeto de fuzil autocarregável durante a década de 1950, ou seja, para substituir o fuzil de ação por ferrolho Zastava M48 então em serviço no Exército Popular Iugoslavo. Em 1959, a Iugoslávia adquiriu os direitos de fabricar a carabina semiautomática soviética SKS sob licença. A produção limitada da SKS começou em 1961 na Preduzeće 44 (Empresa 44), que foi sucessora do antigo Instituto Técnico Militar Iugoslavo em Kragujevac e passou por uma expansão sem precedentes em 1953 para acomodar melhor a produção em massa de várias armas. Além dessa produção preliminar, no entanto, nenhuma carabina SKS foi produzida na instalação de Kragujevac novamente até 1964, quando a arma finalmente entrou em produção em massa serializada. Os primeiros exemplos do SKS fabricados em Kragujevac sob os auspícios da Zastava receberam a designação M59 e inicialmente se assemelhavam às carabinas de padrão soviético posterior, embora sem os canos cromados característicos deste último.
Em 1966, o M59 foi redesenhado para disparar granadas de bocal de 22 mm por meio da adição de um dispositivo lança-granadas integrado. O novo modelo também incluía uma mira de escada dobrável para uso com as granadas de bocal; isso também funcionava como um desligamento de gás para permitir que o fuzil fizesse o ciclo corretamente. Este fuzil recebeu a designação M59/66.
Durante seus últimos anos de produção, o M59/66 foi fabricado com miras noturnas de trítio ou fósforo pintado dobráveis. Este recebeu a designação M59/66 A1.
O M59/66 permaneceu em serviço com forças militares e de segurança na Iugoslávia até a dissolução do país em 1991, embora naquela época ele tivesse sido amplamente substituído pelo fuzil de assalto Zastava M70, um derivado iugoslavo do AK-47 soviético. Devido à disponibilidade de M70 excedentes e outros fuzis de padrão Kalashnikov durante a Guerra Civil Iugoslava, o M59/66 foi retirado do serviço ativo nos vários estados sucessores da Iugoslávia durante a década de 1990.

## Operadores

### Operadores atuais
- Bangladesh[5][6]
- Bósnia e Herzegovina - usado pela Guarda de Honra das Forças Armadas da Bósnia e Herzegovina[7]
  -  República Sérvia - usado pela Unidade de Honra do Ministério do Interior da República Sérvia[8]
- Croácia - usado pela Guarda de Honra Croata[9]
- Montenegro - usado pela Companhia de Guarda de Honra[9]
- Macedônia do Norte - usado pelo Batalhão de Guardas Cerimoniais[9]
- Sérvia - usado pela Unidade de Guardas Sérvia[10]
- Eslovênia - usado pela Unidade de Guardas Eslovenos[9]
- Zâmbia[11]

### Ex-operadores
- Angola[12]
- Etiópia[13]
- Iraque[14]
- Exército Popular de Libertação da Namíbia[15]
- Iugoslávia - usado pelo Exército Popular Iugoslavo; era o fuzil militar padrão desde meados da década de 1960, antes de ser substituído pelo Zastava M70 no início da década de 1980[12]